# Kirchstein (Mangfallgebirge)
Der Kirchstein ist ein markanter Vorgipfel der Rotwand, auf dem Grat gelegen, den die Rotwand nach Westen bis zum Klammstein aussendet. Über den Sattel zwischen beiden Gipfeln, dem Kirschsteinsattel, verläuft der Verbindungsweg zwischen Rotwandhaus und Taubenstein. Der Kirchstein kann in leichter Kletterei (UIAA I-IV) bestiegen werden.

## Galerie

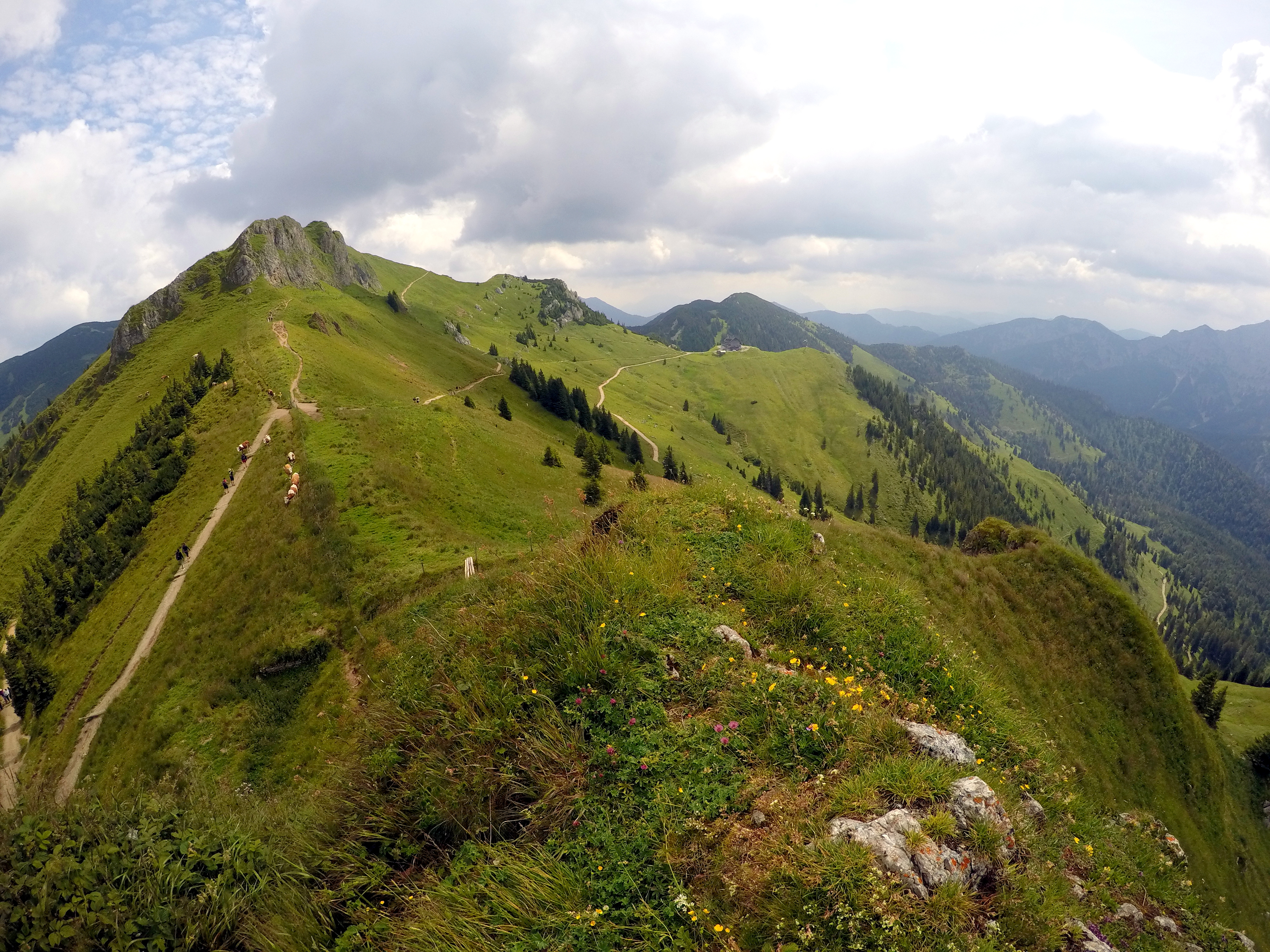
Blick vom Kirchstein in Richtung Rotwand, dazwischen der Kirchsteinsattel